# Der Patriot (Tageszeitung)

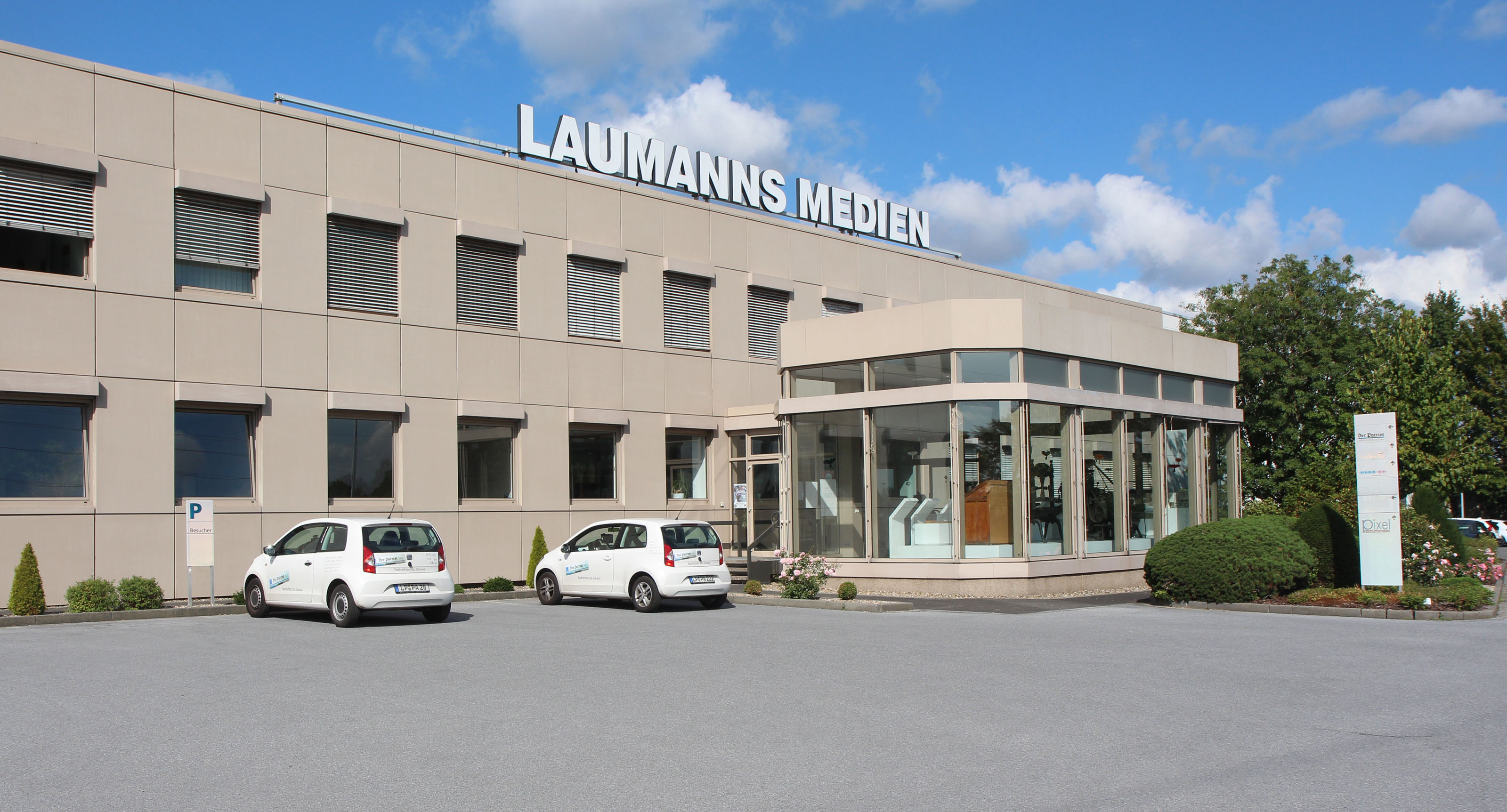
Stammsitz in Lippstadt

Der Patriot ist eine Tageszeitung  in Lippstadt, Geseke, Erwitte, Anröchte und Rüthen. Redaktionssitz ist Lippstadt.
Die erste Ausgabe der Zeitung erschien im Jahr 1848. Herausgegeben wird sie vom Zeitungsverlag Der Patriot GmbH mit Sitz in Lippstadt, einem Unternehmen mit ca. 100 Mitarbeitern. Die verkaufte Auflage beträgt 19.767 Exemplare, ein Minus von 31,9 Prozent seit 1998.
Die Zeitung kooperiert mit dem Westfälischen Anzeiger aus Hamm, von dem sie den überregionalen Teil, den Mantel übernimmt. Zudem tauscht Der Patriot aufgrund überschneidender Verbreitungsgebiete Lokalseiten mit dem  Soester Anzeiger aus.
Im Stadtgebiet von Geseke erscheint der Patriot seit Übernahme der Geseker Zeitung 1974 unter dem Namen Geseker Zeitung.

## Auflage
Der Patriot hat wie die meisten deutschen Tageszeitungen in den vergangenen Jahren an Auflage eingebüßt. Die verkaufte Auflage ist in den vergangenen 10 Jahren um durchschnittlich 1,8 % pro Jahr gesunken. Im vergangenen Jahr hat sie um 6 % abgenommen. Sie beträgt gegenwärtig 19.767 Exemplare. Der Anteil der Abonnements an der verkauften Auflage liegt bei 80 Prozent.
| 1998  | 1999  | 2000  | 2001  | 2002  | 2003  | 2004  | 2005  | 2006  | 2007  | 2008  | 2009  | 2010  | 2011  | 2012  | 2013  | 2014  | 2015  | 2016  | 2017  | 2018  | 2019  | 2020  | 2021  | 2022  | 2023  | 2024  |
| ----- | ----- | ----- | ----- | ----- | ----- | ----- | ----- | ----- | ----- | ----- | ----- | ----- | ----- | ----- | ----- | ----- | ----- | ----- | ----- | ----- | ----- | ----- | ----- | ----- | ----- | ----- |
| 29018 | 29755 | 28821 | 28570 | 29143 | 28071 | 27694 | 28006 | 27048 | 27235 | 26164 | 25937 | 25428 | 25345 | 24939 | 24716 | 23721 | 23985 | 22567 | 22190 | 25502 | 25280 | 23991 | 23482 | 21756 | 21025 | 19767 |